# Gunung Menyan
Gunung Menyan is een bestuurslaag in het regentschap Bogor van de provincie West-Java, Indonesië. Gunung Menyan telt 6264 inwoners (volkstelling 2010).